# Бринза

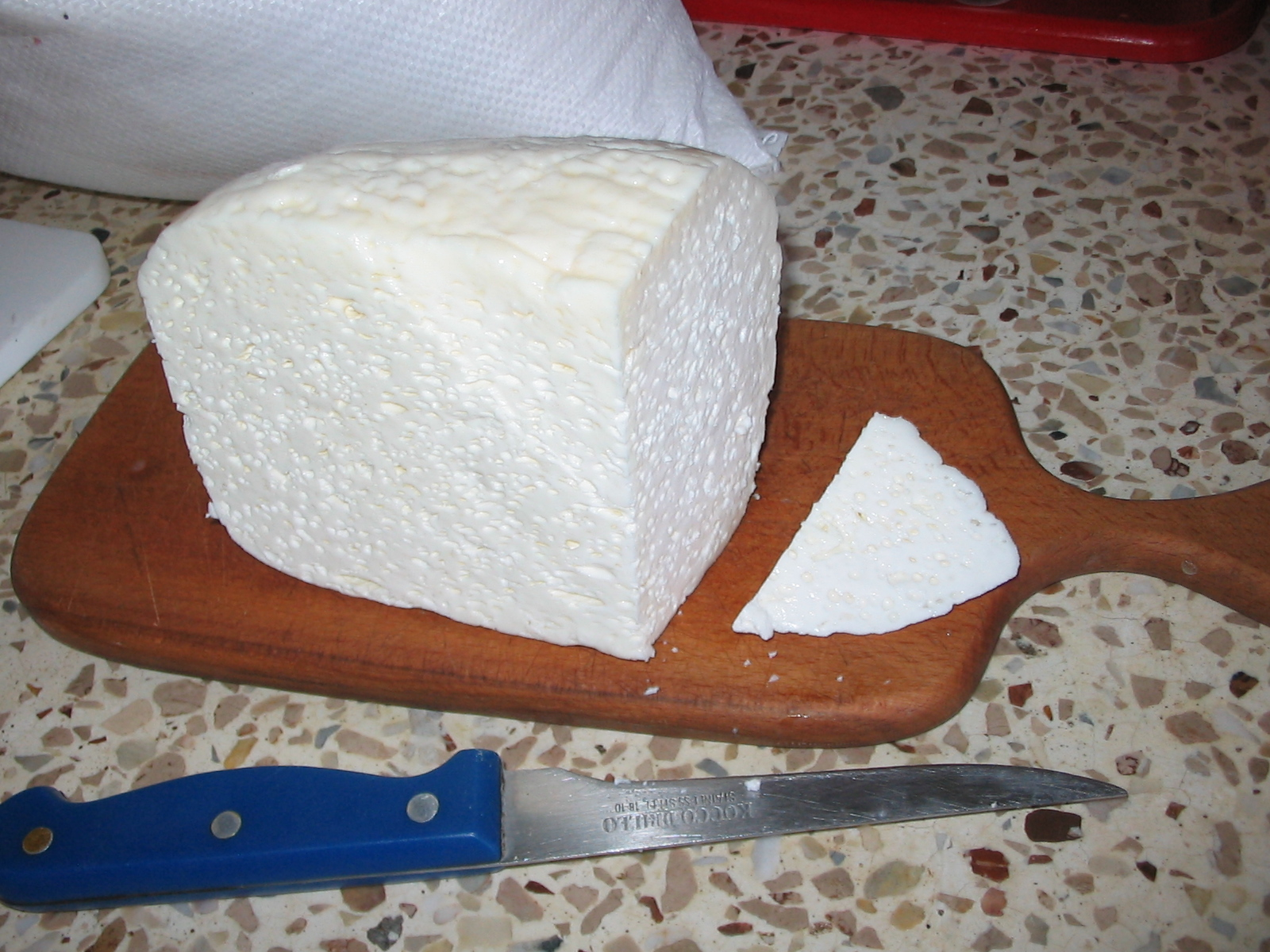
Головка будза

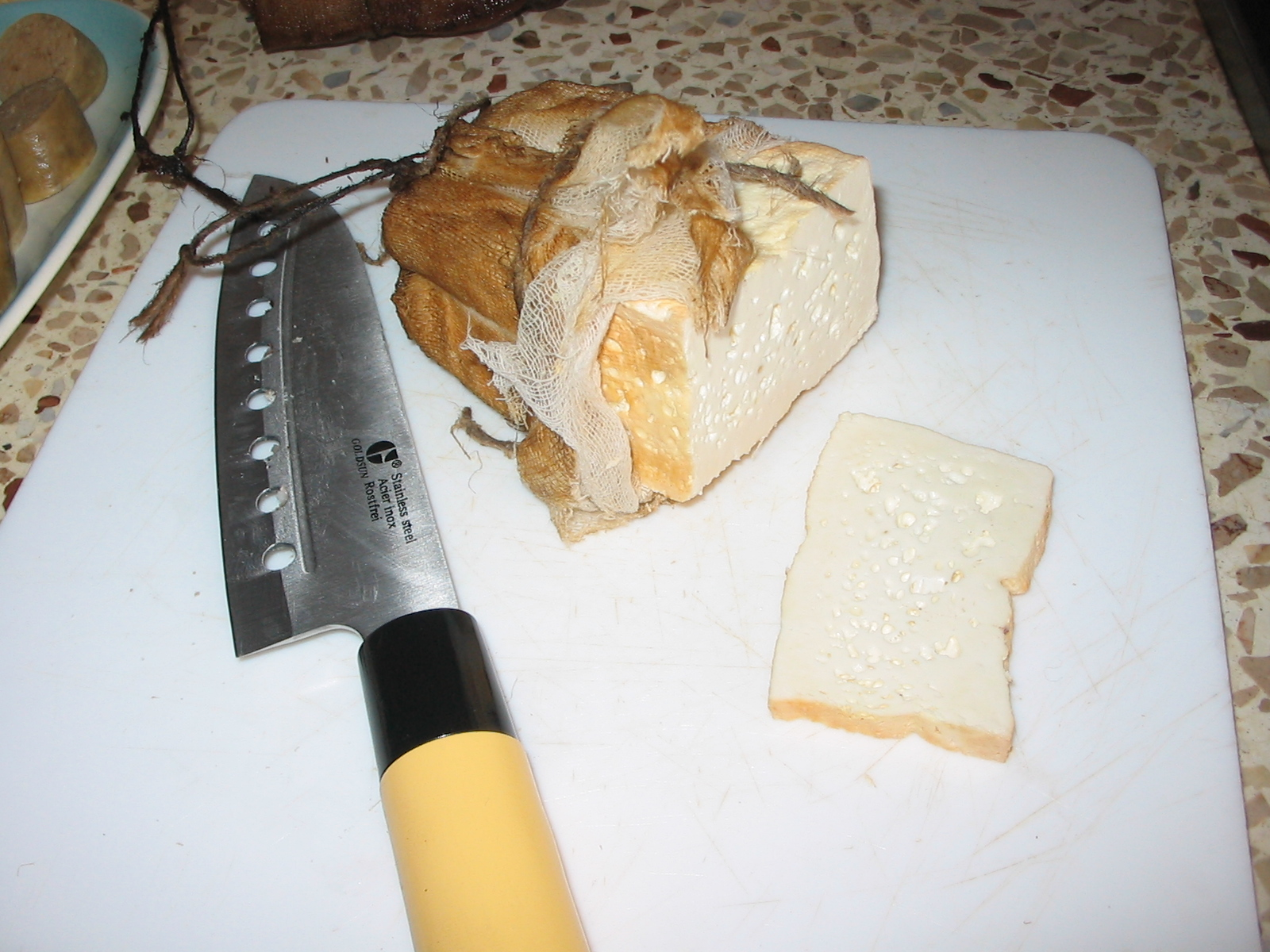
Шматок копченої бринзи

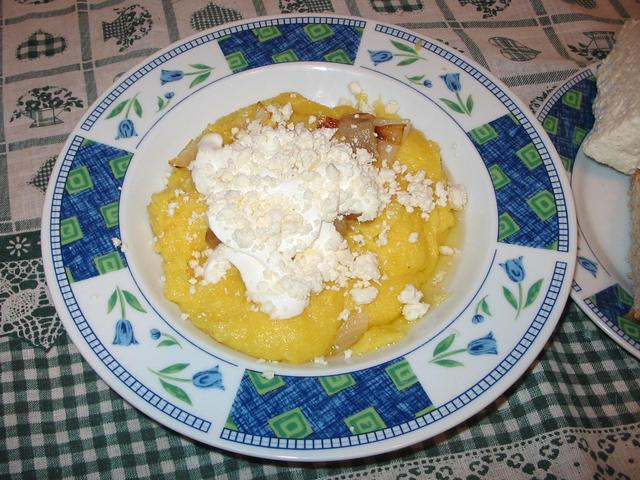
Мамалига з бринзою

Бри́нза, або бри́ндза — сичужний розсільний сир, виготовлений з овечого, коров'ячого, козячого або суміші овечого молока з коров'ячим за допомогою ферменту з натурального сичуга свійської худоби. Зазвичай білого кольору, зовні нагадує домашній сир.
На базар зазвичай виносять круглу бринзу масою кілька кілограмів або т. зв. колобки. Але взагалі бринза буває найрізноманітнішої форми та солоності. Широко вживана в українській кухні.
Класична бринза популярна в Чернівецькій, Одеській, на півдні Хмельницької та Вінницької області. Бринза — найпопулярніший сорт сиру в Карпатах, але там вона зовсім інша. За смаковими властивостями та технологією виробництва бринзи схожим є грецький сир фета.

## Вінницька бринза
Найбільше шанують бринзу у Могилеві, Ямполі, Вапнярці, Піщанці, Жмеринці, Шаргороді тощо. Також до «вінницького» типу можна віднести і Кодимську.
Останнім часом стала популярна козяча бринза.
Бринзу у південних районах Вінниччини виготовляють у вигляді колобків та звичайних кружал. Остання зазвичай досить легка, слизька на дотик і хрумка, майже не солона, з дірочками.

## Чернівецька бринза
Важка, але не водяниста, не хрустить, кришиться.

## Молдовська бринза
Традиційними для Молдови є щільні, дуже солоні великі кружала. Зазвичай саме з овечого молока або зі значним вмістом його.

## Етимологія
Слово бринза запозичено з східнороманських мов, наприклад рум. brînză має значення «сир, бринза». Слово не має переконливої етимології. За однією з версій, воно походить з доіндоєвропейського субстрату, за іншою — виводиться з алб. (për)brëndësa-t («нутрощі», «внутрішня оболонка шлунка ягняти, використовувана для виготовлення сиру»), пов'язаного з brënda («усередині»). Гіпотеза про зв'язок слова з назвою місцевості Брієнц у Швейцарії була відкинута.

## Історія
У творі Себастіяна Кленовича Роксоланія 1584 року описується стародавній рецепт бринзи:
В руському краї жінки не доять корів.

Споконвіку Цей обовʼязок у них на пастухові лежить.

Білого скарбу частину хазяїну він посилає,

Решту, що лишиться, сам може тепер споживать.

Із молока, що зоставив у лісі, він має набуток:

Гусне воно і тоді зовсім відмінним стає.

Цей повножирний надій зсідається в ясена тіні,

Сир поступово стає і запашним, і твердим.

Як виробляється сир у руській країні, скажу я.

Милий читачу, а ти мовлене запам'ятай.

Спершу пастух оббілує козу, потім козячу шкуру

Тут-таки в чистій воді добре сполоще; відтак

Все, що зсідалось, до неї з дійниць виливає і пильно

Все береже — молока повний господаря міх.

Та не збирає він жиру, що на молоці був підходив

(Знаєш, що на молоці з жиру вершки постають).

Він, отже, в козячу шкуру вливає багатство молочне,

Весь той набуток, який дійна корова дає.

Зсядеться все у міху кошлатім на сир і на масло,—

Сіллю смачною відтак те посипати він звик.

У молоці потім лазять малі хробачки, ледве видні, —

Має господар нові череди із череди.

Не відчуває огиди до їжі цієї наш русин,

Він навіть звик похвалять сир із хробацтвом таким.

Сир той трапляє до вуст того, хто його споживає, 

Разом із тьмою істот, зроджених у молоці.

Безліч створінь отаких ковтає за раз він і миттю

Ледве помітні стада в роті своєму хова.

Так і республіка людна страждає, бува, од укусів,

Як батьківщина ковтнуть ладна своїх громадян.

Руською мовою їжа описана бринзою зветься;

Звісно, також і мені вельми вона до смаку.

## Виготовлення
Підготовлене молоко нагрівають до температури 35–38 °C, вводять сичуг, час від часу помішуючи до утворення згустку та відділення сироватки. Її після цього видаляють з чана за допомогою черпака. Сирний згусток ріжуть за допомогою спеціального ножа на зерно певного розміру, який потім за допомогою марлевих чи полотняних мішків виймають із чана та підвішують для просушування, видалення зайвої вологи. Такі головки мають назву будз (цей сир можна споживати одразу чи помістити в розсіл для подальшого зберігання, також його піддимлюють для покращення смаку). Потім масу перетирають sз сіллю, формують із неї головки чи заповнюють нею діжки, скляний посуд для подальшого зберігання. При промисловому виготовлені сирну масу закладають у перфоровані форми для надання форми головці та висушування на стелажах, потім висушені головки вміщують у чани з розсолом для просолювання та дозрівання. Дозрілий сир надходить у продаж у розсолі.
Похідним від продуктів виготовлення бринзи є сир вурда. Його виготовляють із відпрацьованої сироватки методом її повторної коагуляції.

### Гуцульська бринза
Сир, бринза, вурда — це головні різновиди гуцульського сиру. Відрізняються вони за кольором, смаком, структурою і технологією приготування. Спершу молоко підігрівають на повільному вогні, потім додають фермент (ґляґ), під дією ферменту і утворюються згусток, його виймають і проціджують через марлю, вивішують, щоб він спресувався, і цей сир називається будз, інколи коптять. Після приготування залишається сироватка, а саме із неї вариться інший вид сиру — вурда. Через 4–5 діб два види сирів, а саме будз і вурду дрібно млинкують із сіллю і щільно набивають (спресовують) у бербениці. Бербениця — це дерев'яна діжечка, виготовлена саме для зберігання бринзи. Гуцульська бринза розсипчаста і солена, і саме від кількості солі залежить термін зберігання бринзи, він може складати і декілька років. Коптіння продовжує термін зберігання бринзи. Тільки поєднання двох сирів будза та вурди — можливо назвати гуцульською бринзою.

## Вживання
Бринза — важливий компонент української, молдовської, румунської, словацької та балканської кухонь. Вживається як складник в овочевих стравах, для начинки пирогів та вареників, до м'ясних страв та супів. Використовується бринза і як закуска. Найхарактерніший гарнір до страв, що включають бринзу, — смажена цибуля, часник, баклажани, пшеничний хліб, картопля. Найпопулярніша страва в Карпатах — банош (мамалига), заправлена смаженою цибулею зі шкварками та тертою бринзою.
Щоосені в Рахові проводиться Фестиваль бринзи.

## Контроль за походженням
У країнах Європи деякі продукти захищаються спеціальним законом ЄС, що гарантує контроль за якістю і походженням продуктів з тих регіонів, у яких історично протягом століть складалася технологія їх виробництва. Наприклад, швейцарський сир Грюєр може вироблятися тільки у певних сертифікованих сироварнях, що розташовані біля містечка Грюєр у кантоні Фрібур і тільки з молока місцевих корів.
Польща зареєструвала у реєстрі контролю за походженням 11 червня 2007 року місцевий сир під назвою Подгалянска бринза (Bryndza Podhalańska) як «Захищене позначення походження» (Protected designations of origin). 16 липня 2008 року Словаччина також зареєструвала свою бринзу під назвою Словенска бринза як «Захищене географічне найменування» (Protected Geographical Indication).
Із 23 квітня 2014 року Україна отримала можливість безмитно експортувати продукти сільського господарства до Євросоюзу. На сьогоднішній день (26 квітня 2014 року) Карпатська бринза не має сертифікатів походження ЄС.

## Цікаві речі
- Для тривалого зберігання бринзи необхідно помістити її в солону воду. Якщо вміст сирого яйця на воді вже не тоне — солі достатньо
- У Рахові до першого вересня щороку проходить свято бринзи. Дістатися до цього містечка в самому центрі Європи можливо поїздами з Києва та Львова, а також приміським поїздами з Івано-Франківська та Коломиї.
- Про бринзу існує безліч народних усмішок, прислів'їв, приказок.
- Пересолена бринза взагалі не пліснявіє.
- Віками перевірений рецепт бринзи дає унікальну лежкість, із яким не можуть зрівнятися сири, законсервовані штучними добавками. Так, здавалося б «найневинніший» консервант фабричних сирів хлористий кальцій викликає анемію. Єдина потенційно шкідлива добавка в бринзі — звичайна кухонна сіль. Водночас концентрацію солі завдяки пористій структурі сиру можна зменшити вимочуванням в воді або просто обирати менш лежку несолону бринзу.
- Термін придатності грамотно засоленої в дерев'яній бочці бринзи практично необмежений.

## Галерея

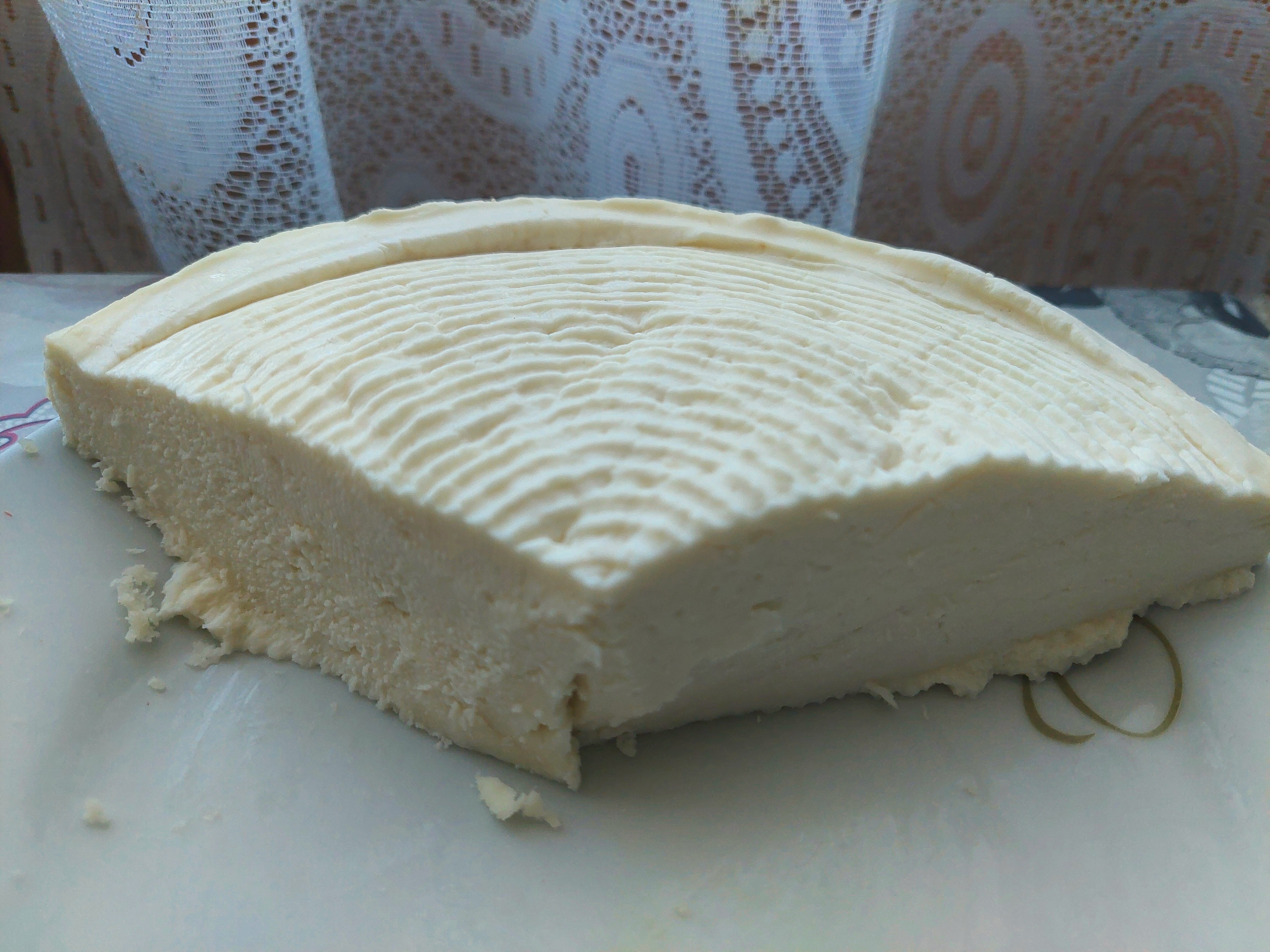
Козина бринза